# Dorna-Arini
Dorna-Arini è un comune della Romania di 3 013 abitanti, ubicato nel distretto di Suceava, nella regione storica della Moldavia. 
Il comune è formato dall'unione di 6 villaggi: Cozănești, Dorna-Arini, Gheorghițeni (Bucovina), Ortoaia, Rusca, Sunători.
La sede comunale si trova nell'abitato di Cozăneşti.